# Маса Мартана
 За други населени места Маса вижте Маса (пояснение).  
Ма̀са Марта̀на (на италиански: Massa Martana, до 1863 г. само Massa, Маса) е малко градче и община в Централна Италия, провинция Перуджа, регион Умбрия. Разположено е на 351 m надморска височина. Населението на общината е 3947 души (към 2010 г.).